# Dorfkirche Schmirma

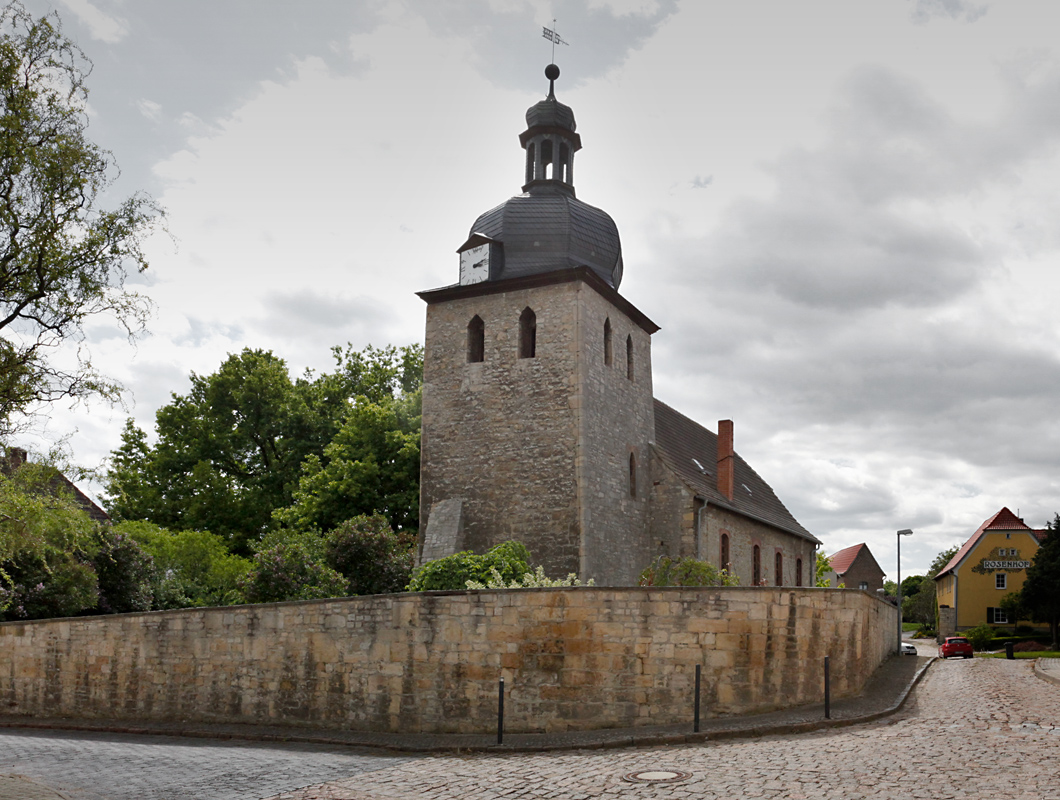
Dorfkirche Schmirma

Die Kirche St. Ulrich ist die evangelische Dorfkirche von Schmirma, einem Ortsteil der Stadt Mücheln (Geiseltal). Im örtlichen Denkmalverzeichnis ist das Bauwerk unter der Erfassungsnummer 094 05795 als Baudenkmal verzeichnet. Die Kirchengemeinde Schmirma gehört zum Kirchspiel Mücheln im Kirchenkreis Merseburg der Evangelischen Kirche in Mitteldeutschland.

## Geschichte
Nachdem bereits im 12. Jahrhundert eine Kapelle in Schmirma bestand, wurde um 1250 eine romanische Chorturmkirche mit Apsis errichtet. Im 15. Jahrhundert wurde die Apsis entfernt, sodass ein rechteckiger Chor- bzw. Turmraum entstand. Um 1500 erfolgte die Erhebung zur Pfarrkirche. 1699 erfolgte ein Neubau des Kirchenschiffes, welches dabei seine heutige Gestalt erhielt. Der Turm erhielt eine welsche Haube mit Laterne. 1706 wurden Kanzelaltar und Empore eingebaut. Im 19. Jahrhundert erfolgte eine Umgestaltung, bei der sowohl Taufstein als auch die seitlichen Verschläge am Altar entstanden. 1921 wurde der hallesche Kirchenmaler Karl Völker beauftragt, den Innenraum neu zu gestalten. Hierzu schuf er mit Fritze Leweke 14 Deckengemälde. Zu DDR-Zeiten erfuhr die Kirche wenig Pflege, wobei auch die wertvollen Deckengemälde Schaden nahmen. 1990/91 wurde eine schrittweise Erneuerung der Kirche begonnen, welche 2009–14 mit der Sanierung der Deckengemälde beendet wurde.

## Architektur und Ausstattung
Die Kirche zeigt sich als Ostturmkirche mit rechteckigem Kirchenschiff im Westen. Kirchenschiff und Turm sind steinsichtig und besitzen Eckquaderungen. Die Schallöffnungen des Turmes sind spitzbogig, darüber erhebt sich eine stark gerundete, schiefergedeckte welsche Haube mit Laterne. Die Ostwand des Turmes zeigt einen vermauerten Bogen, vor dem sich einst die Apsis befand. Das Kirchenschiff besitzt Segmentbogenfenster aus rötlichem Sandstein, das Eingangsportal ist floral verziert.
Der Turmraum, einstmals Altarraum, beherbergt heute die ältesten Ausstattungsstücke der Kirche – zwei gotische Sakramentsnischen, beide mit schlichter Fialenzier – sowie einen kelchförmigen, romanischen Taufstein aus der Erbauungszeit der Kirche. Heute dient der Turmraum vorrangig als Abstellkammer. Das rechteckige Kirchenschiff beeindruckt durch seine Farbenpracht. Der Kanzelaltar ist floral bemalt und besitzt seitliche Verschläge mit geschwungenen Giebeln. Der Kanzelkorb ist mit floralem Schnitzwerk versehen, darunter in der Predella befindet sich ein Gemälde des letzten Abendmahles. Der von schlichten Pilastern gerahmte, flache Schalldeckel zeigt florales Schnitzwerk, darinnen ein Spruchband, flankiert von zwei Putti. Links und rechts des Altars befinden sich zwei schlichte Logen mit Fenstern. Die hufeisenförmige Empore ruht auf runden Säulen mit schlichten Kapitellen, in ihren Flachfeldern sind Darstellungen von Heiligen zu sehen.

## Deckengemälde
Die Deckengemälde von Karl Völker zeigen 14 expressionistische Darstellungen aus dem Leben Jesu, vorrangig aus der Passion. Die Gemälde sind in kräftigen Farben gehalten und zeigen markante, kraftvolle Gesichtszüge. Glücklicherweise gelang es, die wertvollen Malereien, die die Kirche Schmirma zu einer der interessantesten Kirchen Mitteldeutschlands machen, zu retten.

## Orgel
Die heutige Orgel wurde 1905 durch die Werkstatt Wilhelm Rühlmann aus Zörbig geschaffen. Auf zwei Manualen und Pedal vereinen sich 20 klingende Stimmen. Die Trakturen sind pneumatisch. Derzeit (2022) ist die Orgel spielbar, aber dringend sanierungsbedürftig. Die Balganlage befindet sich samt Winderzeuger über der Orgel auf dem Dachboden der Kirche.

## Glocken
Das heutige Geläut besteht aus drei Glocken. Bereits im 14. Jahrhundert besaß die Kirche drei Instrumente. 1908 wurden drei neue Glocken durch die Gießerei Ulrich in Laucha geschaffen. Die Metallbeschlagnahme 1917 überlebte nur die kleinste Glocke (Nominal: b′). 1923 wurden zwei neue Eisenglocken (Nominale g′, c″) der Gießerei Schilling & Lattermann mit ca. 1350 kg Gesamtmasse angeschafft. Dazu wurde ein neuer Glockenstuhl aus Eisen eingebaut. Noch heute erklingen alle drei Glocken von Hand geläutet. Sie hängen an geraden Jochen.